# Teatro Vila Velha
Teatro Vila Velha é uma casa para espetáculos teatrais da cidade de Salvador, capital do estado brasileiro da Bahia.
Conhecido simplesmente por "Vila", sua fundação data de 1964, e está localizado à Avenida Sete, no interior do Passeio Público (bairro do Campo Grande).
O Teatro Vila Velha tem como missão fomentar a criação artística, coletiva e inovadora comprometida com a reflexão e o respeito à diversidade. O Vila mantém intensa programação. Realiza oficinas técnicas e artísticas voltadas ao público o ano inteiro.

## Histórico
O Teatro Vila Velha foi criado em 1964 pela Sociedade Teatro dos Novos, formada por Echio Reis, Sônia Robatto, Carlos Petrovich, Othon Bastos, Thereza Sá e Carmem Bittencourt, alunos dissidentes da Escola de Teatro da UFBA, liderados pelo professor João Augusto.
Juntos, eles fundaram um dos mais importantes teatros da Bahia, inaugurado com um show de estreia de nomes que logo viriam a tornar-se famosos: Caetano Veloso, Gilberto Gil, Tom Zé, Gal Costa e Maria Bethânia - intitulado "Nós, Por Exemplo", que foi um grande sucesso.

### Espaço alternativo
Fruto da contracultura, do Tropicalismo e da contestação que marcou o momento cultural brasileiro durante a Ditadura militar de 1964, o Vila albergou movimentos sociais, como as lutas estudantis da década de 1970.
O Vila também abrigou e foi mantido por diversos artistas (como o Grupo Teatro Livre da Bahia), realizou eventos de notoriedade para a cultura baiana (tais como os Shows do Improviso e o Baile das Atrizes, com a irreverente e marcante presença de Baby Consuelo)
Além disso, seguiu lançando nomes para o cenário artístico-cultural brasileiro, como Lázaro Ramos, Virgínia Rodrigues, Gustavo Melo, entre outros.

## Espaços
A Sala Principal do Vila é um espaço amplo e versátil, capaz de adotar configurações variadas e adaptar-se a diversos tipos de espetáculos e apresentações. A capacidade varia conforme a configuração da sala. Espetáculos de dança, teatro, shows musicais, palestras e seminários acontecem neste espaço.
O Cabaré dos Novos é um café-teatro onde funciona uma sala de espetáculos. Em frente ao pequeno palco distribuem-se mesas e cadeiras, para abrigar 90 pessoas. O espaço estabelece uma interessante proximidade entre a plateia e o palco, que confere ao ambiente um ar intimista, propício a espetáculos de divertimento e shows musicais.
A sala João Augusto é a maior sala de ensaio do Teatro e pode também ser adaptada para receber espetáculos, performances e leituras dramáticas. Uma das paredes é tomada por espelhos. A sala ainda tem equipamento de som e barras de apoio.
A Sala 2 é outra sala de ensaio do Vila. Como a Sala João Augusto, abriga os grupos da casa, grupos convidados, oficinas e workshops.
O foyer do Vila Velha recebe o público para as atividades, e abriga exposições, produtos do Teatro e seus espetáculos e parceiros, informações de patrocinadores e Amigos do Vila.

## Grupos e artistas
O Vila abriga quatro grupos residentes (Companhia Teatro dos Novos, o Bando de Teatro Olodum, o COATO Coletivo e a Revista Barril; dois núcleos de produção (Núcleo Viladança e Vila da Música) – que ensaiam, produzem e se apresentam no próprio teatro, contribuindo para a sua manutenção.